# 千歳市立桜木小学校
千歳市立桜木小学校（ちとせしりつ さくらぎしょうがっこう）は、北海道千歳市自由ケ丘に所在する公立小学校。

## 沿革
年表
- 1977年（昭和52年）- 仮称第2信濃小学校の新築工事着工、校名決定[1]。
- 1978年（昭和53年）- 信濃小学校から分離し千歳市立桜木小学校が開校[注 1][1][2]。
- 1979年（昭和54年）- 前庭芝生造成[1]。
- 1980年（昭和55年）- 体育館完成、校舎増築工事完成（普通教室6、特別教室1）[1]
- 1981年（昭和56年）- 校舎増築工事完成（普通教室6、特別教室1）[1]
- 2000年（平成12年）- 家庭科室改修工事完成[1]。
- 2001年（平成13年）- 照明増設工事完成[1]。
- 2002年（平成14年）- 玄関床補修工事完成、オートロック設備工事完成[1]。
- 2004年（平成16年）- トイレ一部洋式化改修工事、石狩教育実践奨励表彰受賞、学校農園造成、校舎外壁工事完成[1]。
- 2005年（平成17年）- 東側校舎外壁工事完成[1]。
- 2008年（平成20年）- 二学期制導入[1]。
- 2009年（平成21年）- 耐震補強工事、大規模改修工事[1]。
- 2010年（平成22年）- 機械室煙突改修工事、給水管改修工事[1]。
- 2021年（令和3年）- 特別支援学級開設[3]。

## 教育目標
自ら学び 心豊かで たくましい 桜木の子
- 進んで学ぶ子[4]
- 思いやりのある子[4]
- 明るくたくましい子[4]

## 学校行事
学校行事は以下の通り。
- 4月 - 前期始業式、入学式、標準学力検査（2-6年）、知能検査（2・5年）、全国学力・学習状況調査（6年）、1年生を迎える会
- 5月 - 遠足、地域見学（6年）
- 6月 - 運動会、地域見学（4年）、新体力テスト（3-6年）、バス見学（6年）、水泳学習
- 7月 - 宿泊学習（5年）、水泳学習、社会見学（2年）、バス見学（4年）、夏季休業
- 8月 - 修学旅行（6年）
- 9月 - 社会見学（1年）、社会見学（4年）、バス見学（3年）
- 10月 - 前期終業式、秋季休業、後期始業式、バス見学（5年）、社会見学（3年）
- 11月 - 学芸会、
- 12月 - フェスティバル（2年）、冬季休業
- 1月 - 桜木小を語る会
- 2月 - 租税教室（6年）
- 3月 - 6年生を送る会、卒業式、修了式、学年末休業

## 通学区域
通学区域は以下の通り。
- 自由ケ丘
- 桜木
- 北斗4丁目 - 6丁目
- 上長都の一部
- 北信濃の一部

## 進学先中学校
- 千歳市立北斗中学校

## 交通アクセス
鉄道
- JR千歳線長都駅西口より徒歩31分。

バス
- 北海道中央バス 桜木線・桜木空港線「桜木小学校」停留所下車、徒歩1分[7]。

## 著名な出身者
- 高遠菜穂子（ボランティア活動家）- イラク人質事件被害者。